# Länsväg 126
De Zweedse weg 126 (Zweeds: Länsväg 126) is een provinciale weg in de provincies Blekinge län en Kronobergs län in Zweden en is circa 112 kilometer lang. De weg ligt in het zuiden van Zweden.

## Plaatsen langs de weg
- Svängsta
- Fridafors
- Ryd
- Lönashult och del av Håldala
- Grimslöv
- Vislanda
- Alvesta
- Moheda
- Torpsbruk

## Knooppunten
- Riksväg 29 (begin)
- Länsväg 119: start gezamenlijk tracé van zo'n 4 kilometer, bij Ryd
- Länsväg 119: einde gezamenlijk tracé, Länsväg 120: begin gezamenlijk tracé, bij Ryd
- Länsväg 120: einde gezamenlijk tracé
- Riksväg 23 bij Vislanda/Grimslöv
- Riksväg 25/Riksväg 27 bij Alvesta
- Riksväg 30 (einde)